# 외인성
외인성(外因性, 영어: exogeny 또는 exogeneity)은 다양한 문맥에서 외부에서 기원된 행동이나 물질을 나타낸다. 외인성이라는 단어는 그리스어로 "외부"를 의미하는 "exo"와 "생산한다"는 뜻의 "gignomai"에서 기원하였다. 반대되는 뜻의 내인성은 내부에서 기원된 행동이나 물질을 뜻한다.
생물학에서 외인성 조영제는 종양과 같은 병리학에서의 병변의 가시성을 향상시키기 위해 환자의 정맥을 통해 주입하는 액체이다. 외인성 인자는 생명체 또는 살아있는 세포에 존재하지만, 내인성 인자와는 달리 생명체 외부에서 기원된 물질이다. 의학에서 외인성 인자는 병원체와 치료제를 모두 포함한다. 형질주입 또는 형질도입을 통해 세포로 유입된 DNA는 외인성 인자이다. 발암물질은 외인성 인자이다.

## 같이 보기
- 내인성